# Georgicus
Georgicus is een geslacht van kevers uit de familie  
kniptorren (Elateridae).
Het geslacht is voor het eerst wetenschappelijk beschreven in 1848 door Gistel.

## Soorten
Het geslacht omvat de volgende soort:
- Georgicus sanguinipennis Gistel, 1848